# Steve Walters (Newcastle Knights)
Pour les articles homonymes, voir Walters.
Ne doit pas être confondu avec Stephen Walters.
Steve Walters, né le 10 mai 1967, est un joueur de rugby à XIII australien des années 1980 et 1990. Il fait partie de l'équipe inaugurale des Newcastle Knights de 1988. Walters ne doit pas être confondu avec un homonyme, un autre joueur de rugby à XIII , Steve Walters, qui, lui,  a joué avec les Raiders de Canberra.

## Carrière
Walters joue d'abord pour le club de  Lakes United avant de signer avec les Knights de Newcastle.
Walters fait ses débuts en première division pour Newcastle lors du match de la première journée de championnat en 1988 contre Parramatta Eels qui se solde par une défaite 28 à 4. La semaine suivante, Walters  remporte la première victoire de l'histoire de Newcastle contre les Western Suburbs sur le score de 20 à 16.
Walters restera avec Newcastle trois autres saisons encore et son dernier match en première division sera une défaite 26-12 contre Penrith Panthers lors de la 17ᵉ journée en  1991.